# 邯郸市
邯鄲，简称邯，是中华人民共和国河北省下辖的地级市，经国务院批准拥有地方立法权的较大的市，位于河北省最南端，因邯山至此尽而得名，有「河北南大门」之称。市境北接邢台市，东临山东省聊城市，南界河南省安阳市、濮阳市，西邻山西省晋中市、长治市。地处太行山脈东麓，华北平原中部，晋冀鲁豫四省交界之地，地理位置十分重要。地势西高东低。西部为山地丘陵带，东部为冲积平原区。滏阳河、漳河、洺河等自西向东流经市境，市人民政府驻丛台区。
邯郸历史悠久，是中原文明重要的发祥地之一，为国家历史文化名城。距今8000年前就有新石器早期的磁山文化；春秋战国时期，邯郸作为赵国都城达百余年，前后经历八代国君，是当时中国北方政治、文化、经济、交通中心；秦始皇统一六国后，邯郸遭到战乱破坏，由当时的赵国国都贬为一个郡；西汉时期和关中的长安、中原的洛阳、山东的临淄、西南的成都共享“五都盛名”；东汉末年到三国时期，邯郸南部的邺城（今临漳县）逐渐兴起，袁绍、曹魏等势力先后占据邺城而称霸天下；南北朝时，先后有后赵、冉魏、前燕、东魏、北齐在此建都；隋朝时隋炀帝下令火焚邺城，邺城遭到毁灭；到北宋时，邯郸东部地区的大名县成为北宋“陪都”为北京大名府。明清时期，邯郸隶属广平府、彰德府；民国初年，邯郸隶属直隶省冀南道，1993年国务院批准，实行地市合并，邯郸地区周围所辖各县划归到邯郸市，称邯郸市。
邯郸是中国成语之城，“邯郸学步”从某种意义上代表赵国都城的风雅。

## 名称
“邯郸”一词，最早出现在《春秋谷梁传》，史载：“襄公二十七年：故出奔晋，织絇邯郸，终身不言卫。”但是并未说出邯郸地名的由来，一般流行的说法是颜师古《汉书》注解中引用张晏的解释：“邯”字来自山名，即古时的邯山；“单”是山脉尽头的意思，因作城郭名，所以加“邑”(阝耳朵旁)为“郸”。大概意思是，邯山到此而尽，故名邯郸。而《后汉书·光武纪》注解也是这样：“邯，山名。郸，尽也。邯山至此而尽。城郭字皆从邑，因以名焉。”古称邯。
但是在1965年，山西侯马市出土了侯马盟书。侯马盟书是春秋晚期赵国国君赵简子与卿大夫之间进行盟誓的誓言文书，盟书中多次出现关于邯郸的记载和写法，写法竟然是“邯丹”。此外，从出土的春秋战国时期的其他文物也可以证明，当时关于邯郸的写法多种多样，或作“邯公式”；或作“甘丹”，因为太阳升起时过地平线的那一刻叫甘，太阳落山刚过地平线叫丹，所以邯郸是日出日落之地，即甘丹；或作“邯单”。所以，张晏《汉书》注解所解释的‘单’是山脉尽头的意思，不能说明“邯公式”最初始的含义。根据史书和文献记载以及注解，书中所记载的古代邯山很可能是邯郸市西北部紫山山峰。因为紫山漫山遍野都是紫红色的石头。如果“邯”或“甘”是指当时的邯山，那么“丹”的含义该是指红颜色。所以，“邯公式”或“甘丹”的最初含义，有可能是因邯山呈紫红色而得名了。直到秦代，邯郸这两字的写法才出现并且基本定型。邯郸这一汉字里的专用地名，延续了2000多年，从未更改。
也有学者认为邯郸地名也很可能由姓氏邯郸而来。不過也可能姓氏來自地名。

## 历史

### 先秦
傳說上古时期女娲就在邯郸西部涉县地区古中皇山（娲皇宫）炼石补天，抟土造人，涉县被称为是中国的“女娲文化之乡”。
早在八千年前，邯郸先民就在武安地区就孕育了新石器早期的磁山文化。磁山先人们始种植谷物，饲养家禽，制作生产和生活工具，提前进入了“文明社会”。磁山文化比仰韶文化早了一千年，同时在磁山文化遗址还发掘出世界上最早种植的小米、黍、胡桃和饲养的家鸡遗骸。把黄河流域种植粟的记录提前至距今一万年，填补了仰韶文化之前的历史空白，给寻找中国最早的农业、畜牧业、制陶业文明起源提供了线索。同时让世界农业史重新认识了对种植粟年代。
原始社会晚期，黄帝、炎帝、蚩尤等各个部落为争夺水源曾在邯郸地区进行大规模战争。前2080年，夏朝开国国君—禹在邯郸地区治理冀州水患。
邯郸城邑在商代晚期已经兴起。商代始建都于邢，后迁都殷，数百年间邯郸就是商朝的畿辅之地。根据《竹书纪年》记载，商末时期商王就在邯郸地区兴建离宫别馆，建城距今已逾3100年，时间跨度为距今3050年至3100年之间。甲骨文中“甘”的地望可以进一步论证并确定在邯郸，邯郸的城市史可以往前推到商代武丁时期（距今3250年左右）。地望就是地理位置的意思。
邯郸地处四战之地，早在春秋时代已是列国争夺的重要城堡。周成王时，邯郸属邶国，由商纣王的儿子武庚居住，后属卫。前661年，狄人占领邯郸灭了卫国，对邯郸进行四十多年的统治。公元前588年，晋国打败狄人，邯郸并入晋国。公元前546年，卫国复国成功，后发生叛乱卫国宗室跑到邯郸避乱。《春秋·谷梁传》记载了这件事，这是中国史书上第一次提到“邯郸”之名。

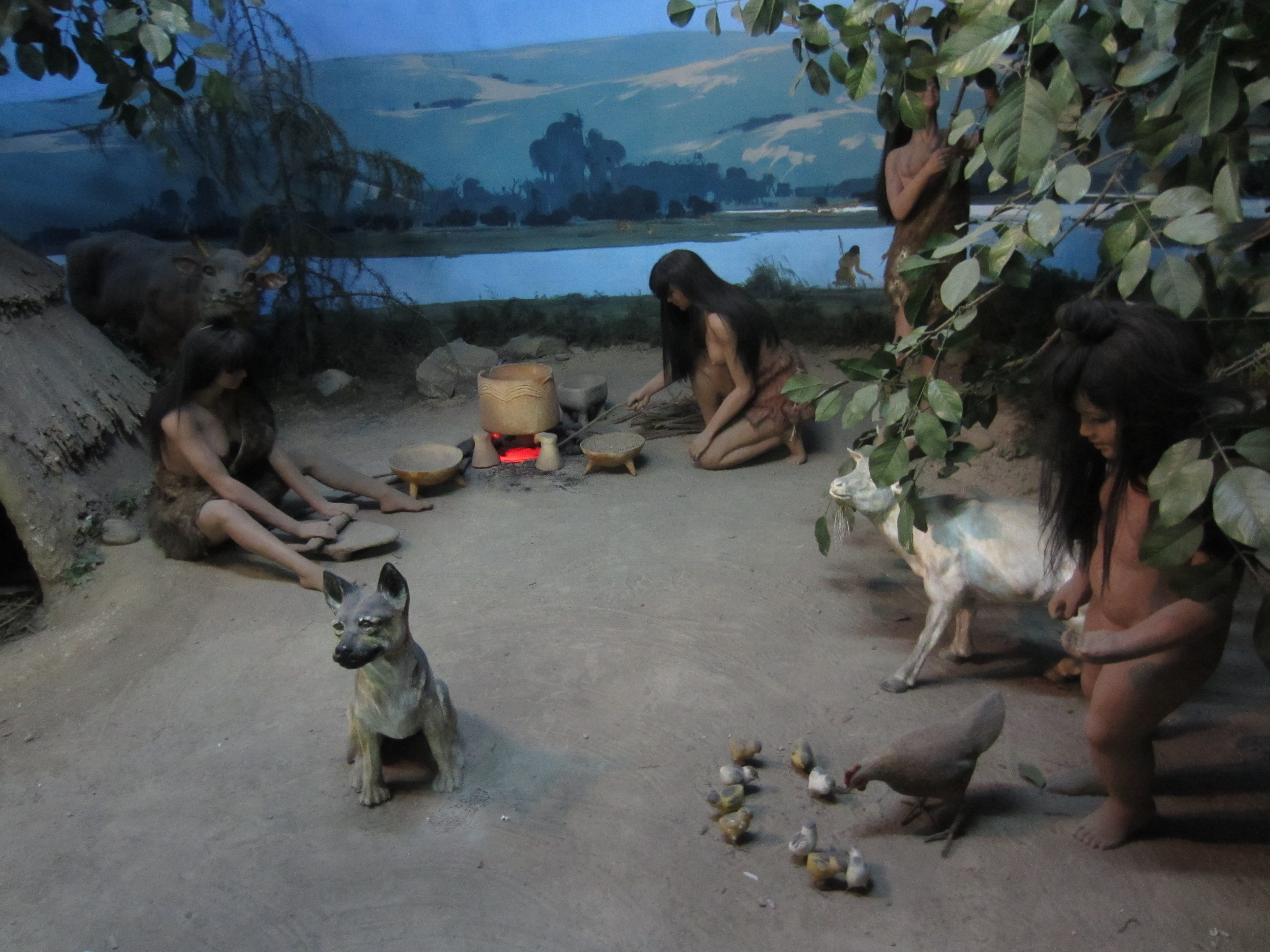
邯郸市博物馆复原的磁山文化先民的生活环境

前430年，魏文侯把魏都城从安邑迁都洹水（今魏县旧魏县村），并以邺城（今临漳县）为魏国陪都。
前387年，赵敬侯治理邯郸，邯郸成为黄河以北最繁荣的通都大邑，同时还是全国著名的冶铁中心。前386年赵敬侯正式迁都邯郸，并且大兴土木修建赵王城，时人成为“赵都”，至秦灭赵，邯郸为赵都长达158年之久，是中国北方的政治、经济、文化中心，在黄河流域诸多文明中占有重要地位。赵国迁都邯郸后经过几代帝王励精图治，特别是赵武灵王在邯郸修建丛台和插箭岭等军事训练地，加强军事训练和大力推行胡服骑射改革，使得赵国一跃为战国七雄，是当时唯一能与秦国抗衡的东方大国。
前260年，秦赵爆发“长平之战”，赵国大败，由盛入衰。公元前259年，秦国攻打邯郸，邯郸保卫战开始，赵国在楚国和魏国帮助下取得胜利，但是元气大伤，资财耗尽。前228年，秦赵爆发决战，秦将王翦攻破邯郸，赵王迁投降。公子嘉跑到代郡建國，自称代王，继续率领残余力量抗秦。之后王贲灭掉代国，公子嘉被俘，赵国彻底灭亡。

### 秦汉时期

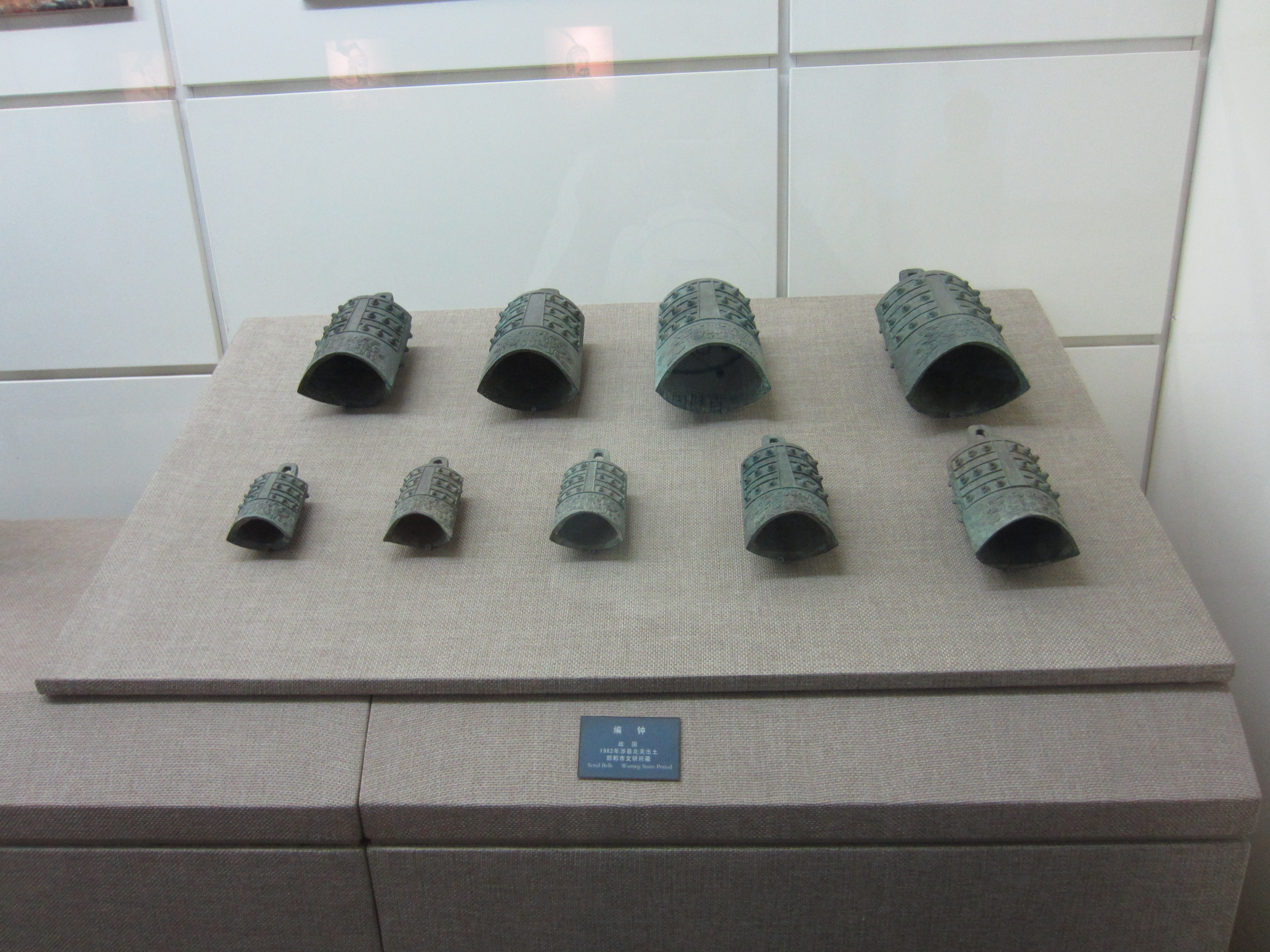
1982年，在邯郸地区出土的战国时代的编钟

秦一统海内，在邯郸设置邯郸郡，原赵都邯郸仍为邯郸郡首府，并且把邯郸城内的全部富户迁入秦都咸阳。公元前209年，陈胜，吴广起兵反秦，武臣来邯郸自称赵王。后赵国遗族赵王歇成功复国，但秦将章邯攻下邯郸，将赵王城成毁为废墟。
西汉建立后，重新建立赵国，封张耳为赵王，定都邯郸。邯郸至西汉末仍为全国五大都城之一，城区面积13.6平方公里，人口有15万之多；手工业、商业和冶铁铸造发达，有“冶铁都”之称。有“富冠海内，天下名都”之称。西汉末年，爆发农民起义，王郎在邯郸地区发起义，响应农民军。东汉开国皇帝刘秀在河北起兵后，攻占邯郸，并改为邯郸县，邯郸第一次由王国之都改为县治，邯郸开始衰落。到了东汉末年，袁绍占据河北建立邺城，取代邯郸。邺城逐渐兴盛。

### 魏晋南北朝

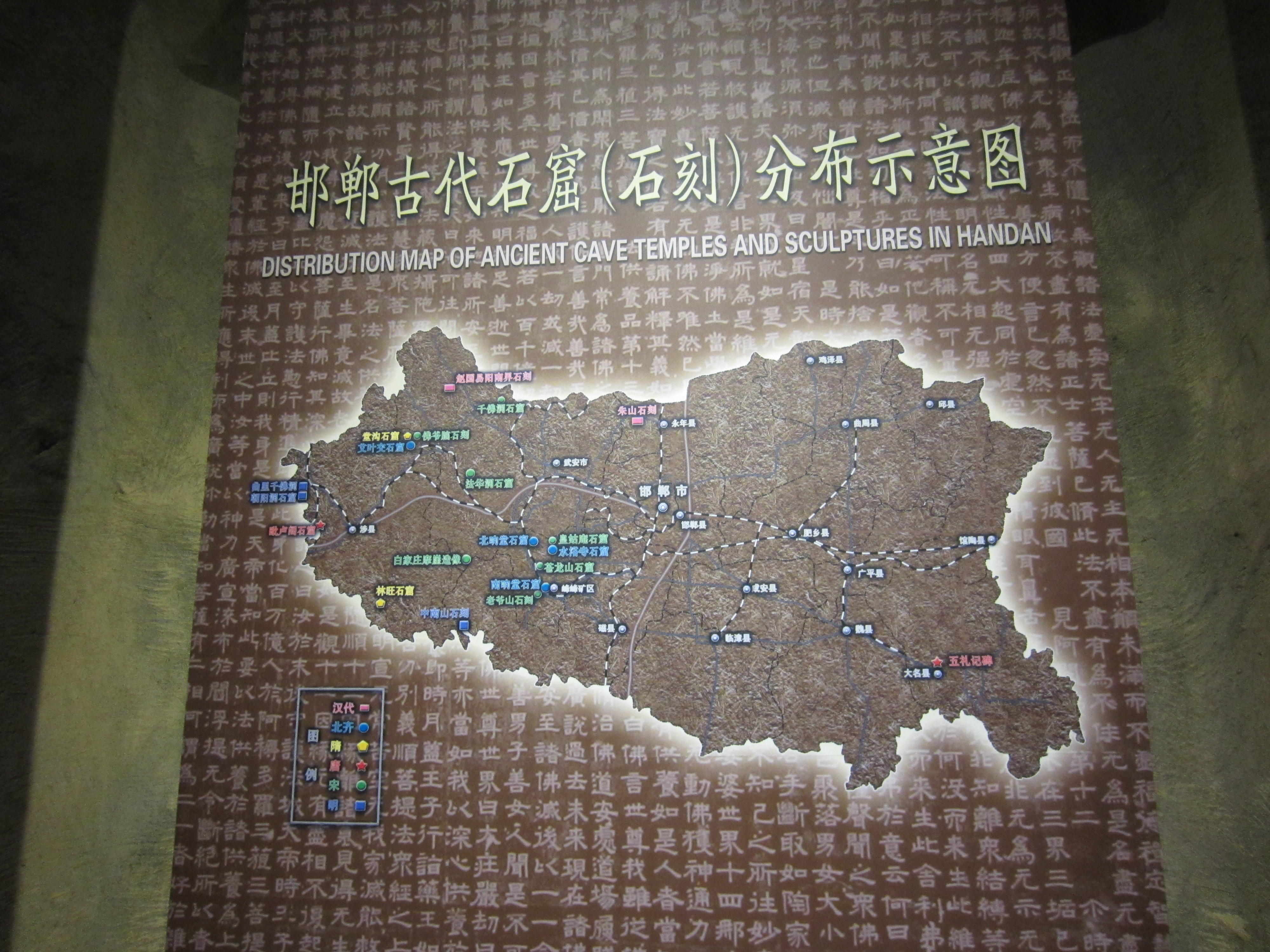
邯郸地区石刻、石窟的分布

三国时，曹操据邺（今临漳县），邺城开始崛起。曹魏建立后，把邺城作为魏国的北都，从此邺城为北方的政治中心。并且魏都的营建以中轴为对称法则著名于史，并修建了铜雀台、金凤、冰井三台。西晋末年，五胡乱华，中国北方陷入战乱，邯郸曾被鲜卑、羯等少数民族占领，邯郸残破不堪。十六国时期，魏都临漳邺城继而先后为后赵、冉魏、前燕及北朝的东魏、北齐都在此建都，前后历时364年，对于后世产生了极为深远的影响。

### 隋唐五代
580年，北周镇邺大将尉迟迥起兵反抗杨坚失败，古邺城被焚毁。从此自曹魏以来经营的邺城扫地以尽。隋末，邯郸成为河北义军窦建德的活动中心，窦建德把广府作为夏的都城，这是中国历史上仅有的两个农民起义军政权建立的都城之一。唐朝建立，邯郸属于洺州和磁州。境内的魏州逐渐崛起，改稱大名府，成为“河北重镇”、“畿辅八府之首”，621年，魏州首府大名已成为黄河以北中心城市。
923年，李存勖在大名登基称帝，史称后唐庄宗，建立后唐政权。

### 宋元
960年，随着宋朝的建立，也重视对农业发展。邯郸得到迅速发展，粮食产量为北方首位，《宋史》记载：天下一统地理，独一肥乡首例。而大名府为河北路治所。宋为抗辽入侵，晋升大名府为陪都东京汴梁（今开封）的陪都，称“北京大名府”。当时大名府人口达百万，经商的西域商人络绎不绝。北宋末年，金国入侵中原，今邯郸地區人民纷纷参加王彦的太行山“八字军”坚持抗金斗争，长达数十年直至完顏亮南侵為止。邯郸地区因长期的战乱，逐渐衰落，后来被洪水淹没，现在在4米之下的黄河河沙之中的宋邯鄲故城仍然完整地保留。
金朝被蒙古帝国灭掉后，邯郸又并入蒙古版图。元初，邯郸划入中书省管辖属于大都京畿之地。元朝后期，邯郸一帶河水泛滥，蝗虫成灾，人民生活苦不堪言。

### 明清
1368年，明朝建立，今邯郸地區属北平承宣布政使司（永樂遷都後改為北直隸）广平府和大名府。朱元璋同时进行移民政策“山西贫民徙居大名、广平”，邯郸开始改变五代十国时期衰落的面貌。
明末，今邯鄲地區人民在刘七、李自成影响下发动起事。1644年，清军入关进入中原，這一帶人民在张治邦的领导下进行反抗斗争，遭到清军的屠杀。清朝袭明制仍称直隶，大名府为直隶总督所在地。邯郸县仍属广平府管辖。明清时期广平府城是冀南豫北的政治、经济中心。

### 近代

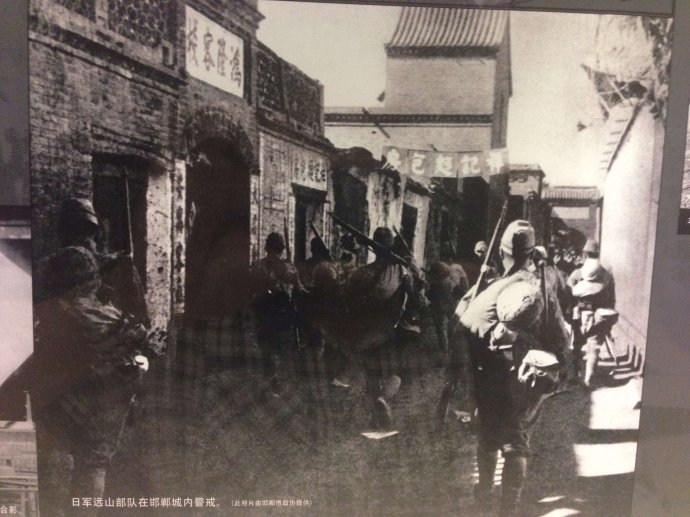
1937年10月，邯郸沦陷，图为日军远山部队在城内巡警

1912年，中华民国建立，邯郸属直隶省冀南道。1928年，直隶省改为河北省，邯郸直归省辖。北洋军阀时期，邯郸成为直系军阀和皖系军阀的争夺焦点。1927年，七师共产党支部在邯郸建立，同年中原大战爆发，邯郸又一次陷入战火。1940年代中期沦为建筑面积不过1平方公里，人口约2.8万人的商业集镇。1945年八年抗战胜利，在邯郸设市，为晋冀鲁豫边区政府所在地。1949年降为镇，但仍为邯郸专区专署驻地。
1952年12月22日复升为市，1954年改为省辖市。1956年峰峰市并入邯郸市。1983年邯郸县并入邯郸市。1984年改为省辖市。1986年武安县（后改市）划归邯郸市。1993年经国务院批准，撤消邯郸地区，实行地市合并，将邯郸地区所辖各县划归邯郸市管辖，称邯郸市。2016年，《国务院关于同意河北省调整邯郸市部分行政区划的批复》，撤销肥乡县、永年县、邯郸县，成立肥乡区、永年区，原邯郸县属地划分给邯山区和丛台区。
1980年代以后发展迅速，目前在日用瓷生产方面已经超过唐山，成为北方最大的瓷都。邯郸火车站候车大厅的壁画展现了有关邯郸的历史成语故事，包括：“胡服骑射”、“负荆请罪”、“围魏救赵”、“邯郸学步”、“黄粱一梦”等，所以邯郸也称为“成语典故之乡”。因境内有黄粱梦镇（成语黄粱一梦的发生地），又称为“梦城”。

## 地理

### 位置
邯郸地处晋冀鲁豫四省交界，是该区域内唯一的特大城市，区位优势十分明显。

### 地貌
邯郸地势自西向东呈阶梯状下降，高差悬殊，地貌类型复杂多样。以京广铁路为界，西部为中、低山丘陵地貌，东部为华北平原。海拔最高1898.7米，最低32.7米。
市境内西倚太行山，滏阳河从境内穿过，其支流牤牛河、沁河、渚河、输元河皆流经市区。

### 气候
属温带半濕潤季风气候，四季分明，年平均气温在摄氏13.8度，降水量平均550毫米左右，无霜期180－200天。
| 邯郸市气象数据（1981年至2010年） | 邯郸市气象数据（1981年至2010年） | 邯郸市气象数据（1981年至2010年） | 邯郸市气象数据（1981年至2010年） | 邯郸市气象数据（1981年至2010年） | 邯郸市气象数据（1981年至2010年） | 邯郸市气象数据（1981年至2010年） | 邯郸市气象数据（1981年至2010年） | 邯郸市气象数据（1981年至2010年） | 邯郸市气象数据（1981年至2010年） | 邯郸市气象数据（1981年至2010年） | 邯郸市气象数据（1981年至2010年） | 邯郸市气象数据（1981年至2010年） | 邯郸市气象数据（1981年至2010年） |
| 月份                             | 1月                              | 2月                              | 3月                              | 4月                              | 5月                              | 6月                              | 7月                              | 8月                              | 9月                              | 10月                             | 11月                             | 12月                             | 全年                             |
| -------------------------------- | -------------------------------- | -------------------------------- | -------------------------------- | -------------------------------- | -------------------------------- | -------------------------------- | -------------------------------- | -------------------------------- | -------------------------------- | -------------------------------- | -------------------------------- | -------------------------------- | -------------------------------- |
| 历史最高温 °C（°F）              | 19.7 (67.5)                      | 25.3 (77.5)                      | 31.7 (89.1)                      | 37.9 (100.2)                     | 40.0 (104.0)                     | 43.6 (110.5)                     | 42.0 (107.6)                     | 37.2 (99.0)                      | 40.1 (104.2)                     | 33.5 (92.3)                      | 28.6 (83.5)                      | 28.4 (83.1)                      | 43.6 (110.5)                     |
| 平均高温 °C（°F）                | 4.1 (39.4)                       | 8.2 (46.8)                       | 14.3 (57.7)                      | 22.0 (71.6)                      | 27.3 (81.1)                      | 32.1 (89.8)                      | 32.1 (89.8)                      | 30.6 (87.1)                      | 27.0 (80.6)                      | 21.4 (70.5)                      | 12.8 (55.0)                      | 6.0 (42.8)                       | 19.8 (67.7)                      |
| 日均气温 °C（°F）                | −0.9 (30.4)                      | 2.7 (36.9)                       | 8.5 (47.3)                       | 15.8 (60.4)                      | 21.4 (70.5)                      | 26.2 (79.2)                      | 27.3 (81.1)                      | 26.0 (78.8)                      | 21.5 (70.7)                      | 15.3 (59.5)                      | 7.0 (44.6)                       | 1.0 (33.8)                       | 14.3 (57.8)                      |
| 平均低温 °C（°F）                | −4.8 (23.4)                      | −1.7 (28.9)                      | 3.5 (38.3)                       | 10.3 (50.5)                      | 15.7 (60.3)                      | 20.7 (69.3)                      | 23.2 (73.8)                      | 22.1 (71.8)                      | 17.0 (62.6)                      | 10.5 (50.9)                      | 2.6 (36.7)                       | −2.8 (27.0)                      | 9.7 (49.5)                       |
| 历史最低温 °C（°F）              | −15.0 (5.0)                      | −14.4 (6.1)                      | −6.1 (21.0)                      | 0.0 (32.0)                       | 7.7 (45.9)                       | 11.5 (52.7)                      | 16.5 (61.7)                      | 13.7 (56.7)                      | 5.4 (41.7)                       | −1.0 (30.2)                      | −11.4 (11.5)                     | −12.7 (9.1)                      | −15.0 (5.0)                      |
| 平均降水量 mm（）                | 3.1 (0.12)                       | 6.3 (0.25)                       | 13.4 (0.53)                      | 19.2 (0.76)                      | 44.2 (1.74)                      | 49.1 (1.93)                      | 133.8 (5.27)                     | 138.1 (5.44)                     | 50.0 (1.97)                      | 29.7 (1.17)                      | 11.8 (0.46)                      | 3.1 (0.12)                       | 501.8 (19.76)                    |
| 平均相對濕度（％）               | 57                               | 54                               | 53                               | 54                               | 59                               | 58                               | 74                               | 76                               | 71                               | 65                               | 64                               | 61                               | 62                               |
| 来源：中国气象数据网             |                                  |                                  |                                  |                                  |                                  |                                  |                                  |                                  |                                  |                                  |                                  |                                  |                                  |

### 环境
空气污染较为严重，特别是2012年末至2013年初，持续了将近2个月的雾霾天气，邯郸市多日处在全国空气污染最严重的十个城市，PM2.5多次爆表。2018年以来，空气质量改善明显，2021年至2024年连续四年退出全国168个重点城市“后十名”。

### 水文
邯郸市境内河流湖泊众多，有较大河流及支流20多条，主要河流有滏阳河、漳河、洺河和卫河均属于海河流域。

### 资源
邯郸市资源丰富，拥有丰富的煤、铁资源，煤炭和铁矿石储量分别达40亿吨和4.8亿吨，被誉为现代“钢城”、“煤都”。已探明矿物资源多达40多种，邯郸不但是河北省重要的焦煤及钢铁生产基地，亦是中国大陆重要的电力、纺织、煤炭、建材等生产基地；粮食产量也居河北省前列，素有“北方粮仓”、“冀南棉海”之称。

## 政治
全国18个拥有地方立法权的较大的市之一，拥有与省会（自治区首府）城市相同的地方性法规和规章制定权。

### 现任领导
| 机构     | · 中国共产党 · 邯郸市委员会 | 邯郸市人民代表大会 常务委员会 | 邯郸市人民政府     | · 中国人民政治协商会议 · 邯郸市委员会 |
| 职务     | 书记                        | 主任                          | 市长               | 主席                                  |
| -------- | --------------------------- | ----------------------------- | ------------------ | ------------------------------------- |
| 姓名     | 李晋宇                      | 王进江                        | 樊成华             | 韩俊兰（女）                          |
| 民族     | 汉族                        | 汉族                          | 汉族               | 汉族                                  |
| 籍贯     | 河北省固安县                | 河北省晋州市                  | 河北省邢台市       |                                       |
| 出生日期 | 1969年8月（55歲）           | 1962年9月（62歲）             | 1967年12月（57歲） | 1966年3月（59歲）                     |
| 就任日期 | 2023年11月                  | 2021年8月                     | 2021年1月          | 2021年8月                             |

### 历任领导
| 市委书记 - 吴野渡（1993年6月－1994年8月） - 刘健生（1994年8月－1997年12月） - 董强（1997年12月－2003年4月） - 张力（2003年4月－2004年3月） - 聂辰席（2004年3月－2006年11月） - 孙瑞彬（2006年11月－2008年1月） - 崔江水（2008年1月－2011年1月） - 郭大建（2011年1月－2013年2月） - 高宏志（2013年2月－2020年9月） - 张维亮（2020年9月－2023年11月） - 李晋宇（2023年11月－） | 市长 - 唐若昕（1993年6月－1994年11月） - 赵禄祥（1994年11月－1997年12月） - 张秋阳（1997年12月－1999年8月） - 宋恩华（1999年8月－2002年2月） - 张力（2002年2月－2003年3月） - 聂辰席（2003年4月－2004年3月） - 王三堂（2004年3月－2006年9月） - 赵国岭（2006年12月－2008年12月） - 郭大建（2008年12月－2011年1月） - 郑雪碧（2011年1月－2012年1月） - 高宏志（2012年1月－2013年2月） - 回建（2013年2月－2014年12月） - 王会勇（2014年12月－2016年12月） - 王立彤（2017年2月－2019年5月） - 张维亮（2019年6月－2021年1月） - 樊成华（2021年1月－） |

### 行政区划
邯郸市现辖6个市辖区、11个县，代管1个县级市，市人民政府驻邯郸市联通北路1号。
- 市辖区：邯山区、丛台区、复兴区、峰峰矿区、肥乡区、永年区
- 县级市：武安市
- 县：临漳县、成安县、大名县、涉县、磁县、邱县、鸡泽县、广平县、馆陶县、魏县、曲周县

此外，邯郸市还设立以下经济管理区：国家级邯郸经济技术开发区、冀南新区、河北漳河经济开发区。

## 人口
根据2020年第七次全国人口普查，全市常住人口为9,413,990人。同第六次全国人口普查的9,174,683人相比，十年共增加了239,307人，增长2.61%，年平均增长率为0.26%。其中，男性人口为4,706,427人，占总人口的49.99%；女性人口为4,707,563人，占总人口的50.01%。总人口性别比（以女性为100）为99.98。0－14岁的人口为2,416,185人，占总人口的25.67%；15－59岁的人口为5,382,849人，占总人口的57.18%；60岁及以上的人口为1,614,956人，占总人口的17.15%，其中65岁及以上的人口为1,124,913人，占总人口的11.95%。居住在城镇的人口为5,485,163人，占总人口的58.27%；居住在乡村的人口为3,928,827人，占总人口的41.73%。

### 民族

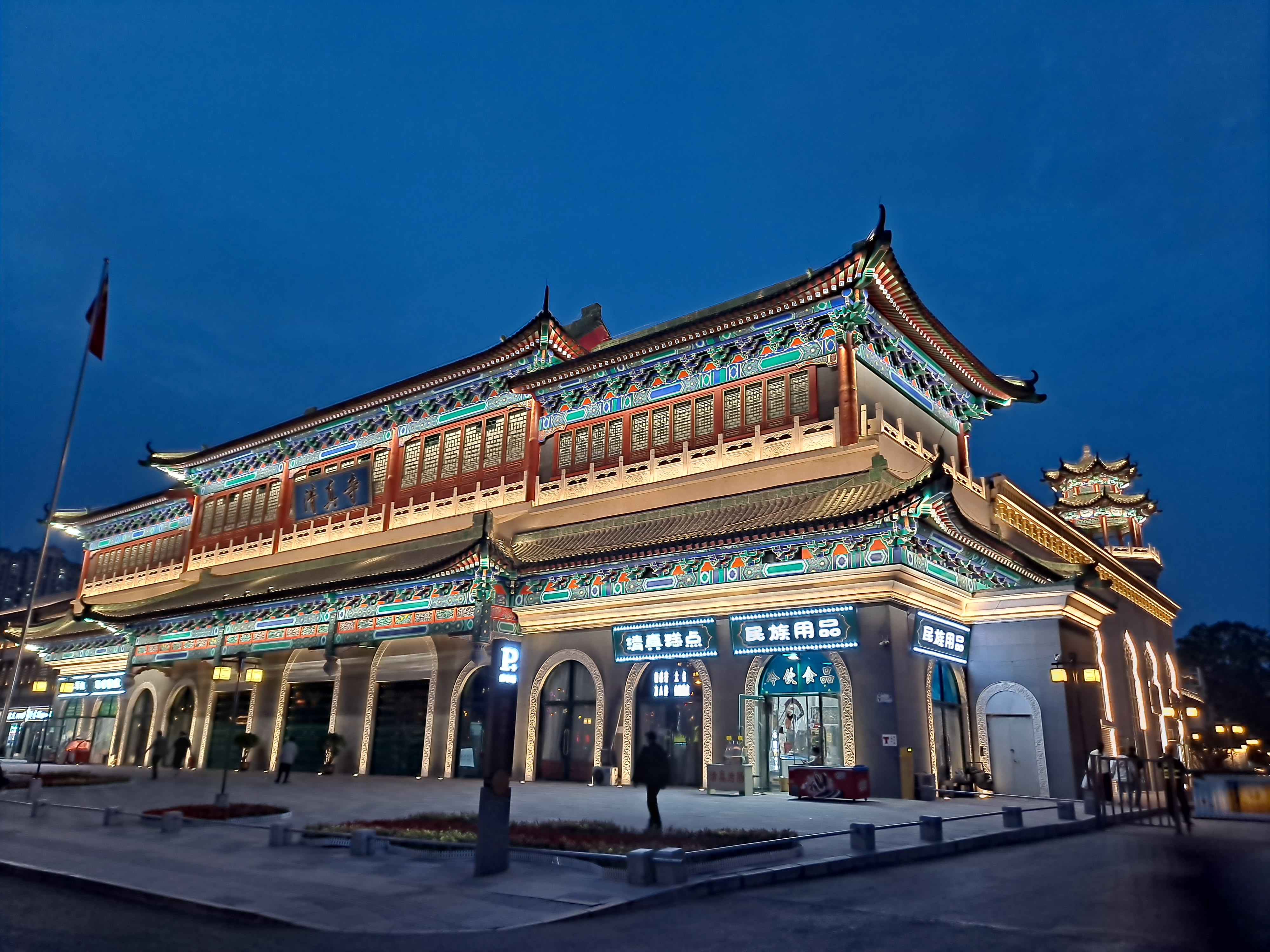
邯郸清真寺

全市常住人口中，汉族人口为9,362,057人，占99.45%；各少数民族人口为51,933人，占0.55%。与2010年第六次全国人口普查相比，汉族人口增加234,239人，增长2.57%，占总人口比例下降0.04个百分点；各少数民族人口增加5,068人，增长10.81%，占总人口比例增加0.04个百分点。

## 交通

### 铁路
境内主要有京广高速铁路、京广铁路、邯长铁路、邯济铁路、邯黄铁路、沙午铁路、马磁铁路、阳涉铁路；
目前邯郸市境内办理客运业务的火车站有：
- 邯山区：邯郸站
- 丛台区：邯郸东站
- 武安市：武安站、康城站、午汲站、磁山站、徘徊北站、新固镇站、什里店站、阳邑站
- 涉县：涉县站、豆庄站、偏店站、井店站、悬钟站
- 广平县：广平站

### 公路

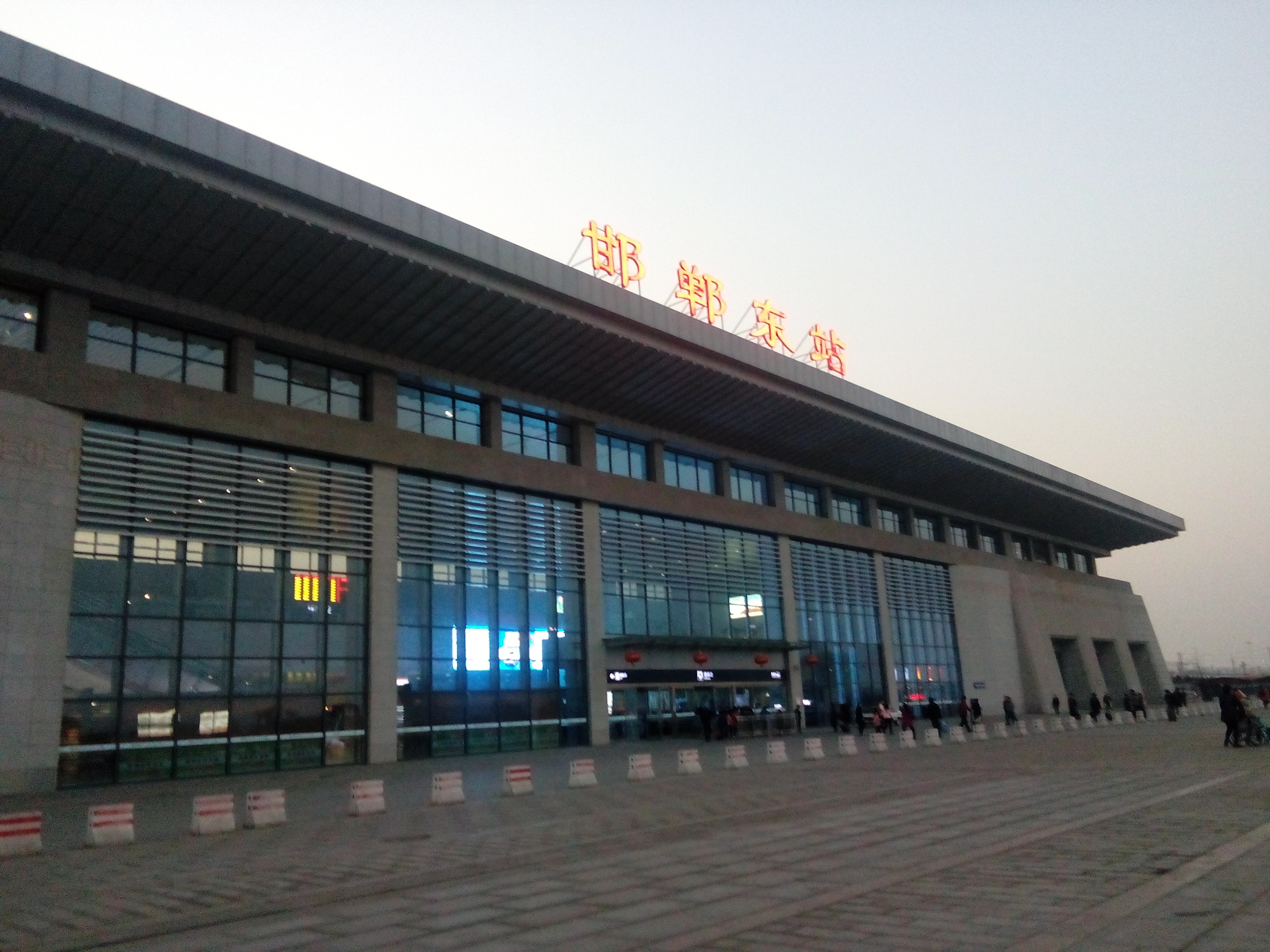
邯郸东站

国家级高速公路
 京港澳高速、 青兰高速、 大广高速
省级高速公路
 太行山高速公路、 邯馆高速公路、 邯郸绕城高速公路
国道
 106国道、 107国道、 230国道、 234国道、 309国道、 514国道、 515国道

### 航空
境内有民用邯郸机场，位于邯郸市西南，占地面积133.33公顷，目前属于4C级支线机场，跑道长2600米，宽45米，可满足波音737、空客319、320等中型客机的起降。目前，邯郸机场已开通上海、深圳、哈尔滨、杭州、张家口、成都、大连、厦门、沈阳、广州、珠海、海口、重庆、呼和浩特多条航线。

### 公共交通
2023年末，主城区共有公共汽车运营车辆1640辆，客运出租车运营车辆4261辆。全年公共交通共运送乘客7478亿人次。

## 经济
煤和铁矿石的储量较多，是中国著名的炼焦动力煤和铁矿石产区之一。主要分布在西部山区的武安市、峰峰矿区、磁县、邯郸县、涉县和永年区。邯郸商业也十分发达，市政府在大力发展战略性新兴产业和现代服务业同时，也加快了其他项目的发展。2015年邯郸经济开发区晋升为国家级经济技术开发区。

## 文化

### 方言
市区周边和中西部各县大部分方言属晋语区，东部的邱县，馆陶县，广平县（县城以东）属冀鲁官话，大名县以及魏县（县城以东）属中原官话区。

### 饮食
永年：驴肉灌肠，广府酥鱼，全驴宴。
涉县：柿饼，花椒芽菜，小米捞饭，黑窝窝，琥珀桃仁，柴胡鸡，八大扣碗，野猪席，鲟鱼宴，酱野菜，酸枣糕，杂卤面，铁皮豆干，酸辣地瓜粉，胡牛肉。
武安：驴肉卷饼，粉面疙瘩，豆皮栓菜，焖面，拽面。
磁县：芡粉皮
魏县：大锅菜。
大名：油酥火烧，油馓子，香油，二毛烧鸡，伍佰居香肠，羊汤，羊杂。
广平：缯肘
峰峰：煎猪血

### 成语

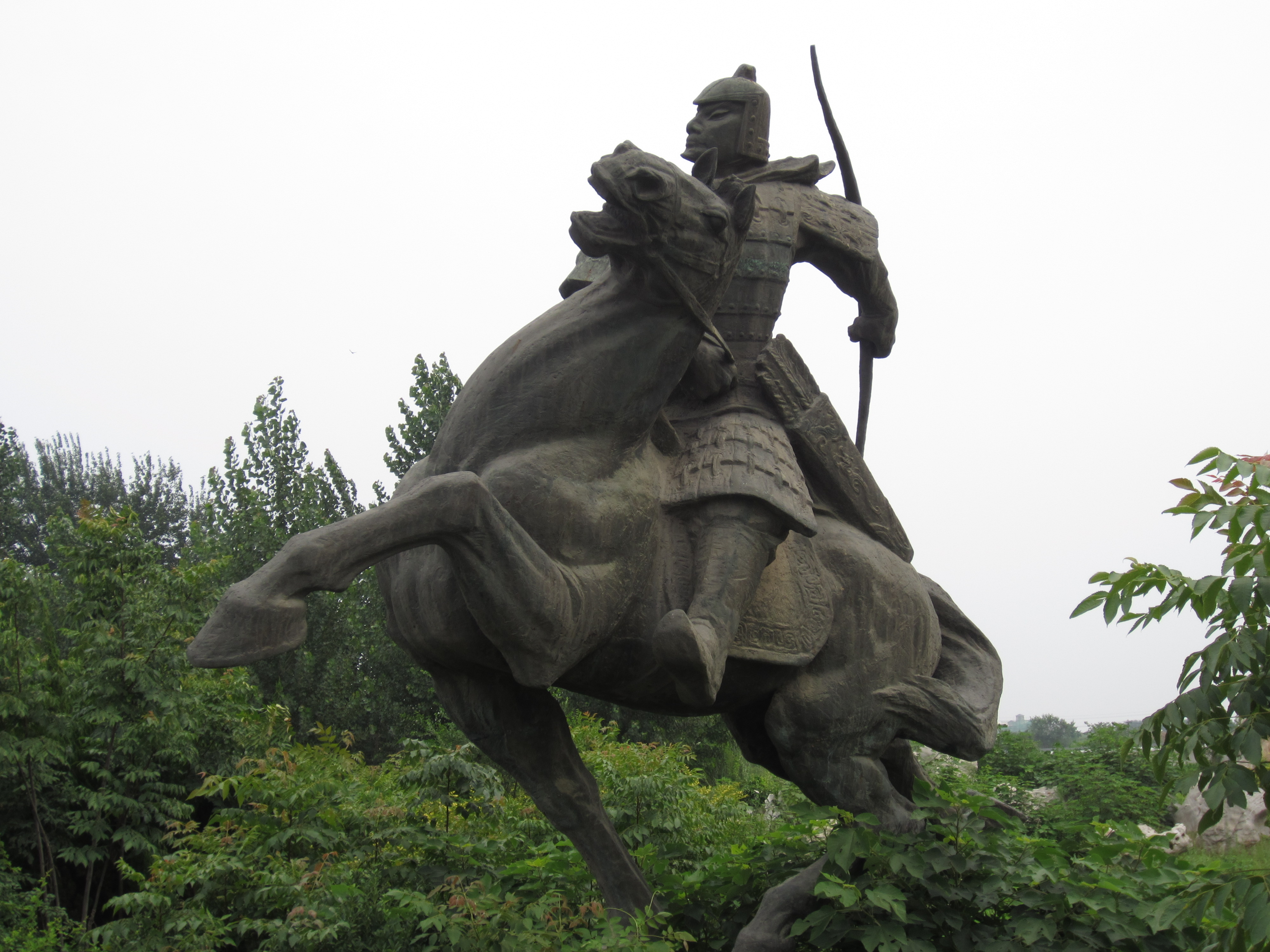
原位于邯郸市火车站广场的胡服骑射塑像，后被移到赵苑公园内

| - 黄粱美梦 - 邯郸学步 - 顶天立地 - 围魏救赵 - 胡服骑射 - 难至节见 - 不可同日而语 - 奉公守法 - 惊弓之鸟 - 鹬蚌相争，渔翁得利 - 旷日持久 - 完璧归赵 - 价值连城 - 怒发冲冠 - 负荆请罪 - 刎颈之交 - 两鼠斗穴 - 盛气凌人 - 知人不易 | - 利令智昏 - 未睹大体 - 不遗余力 - 一改故辙 - 纸上谈兵 - 胶柱鼓瑟 - 攻难守易 - 毛遂自荐 - 市道之交 - 奇货可居 - 冬日之日 - 夏日之日 - 犹豫不决 - 义不帝秦 - 排难解纷 - 窃符救赵 - 背水一战 - 拔旗易帜 - 脱颖而出 | - 因人成事 - 三寸之舌 - 按兵不动 - 青出于蓝而胜于蓝 - 舍本逐末 - 以卵投石 - 鲁酒薄而邯郸围 - 路不拾遗 - 不翼而飞 - 管窥锥指 - 豚蹄穰田 - 智者千虑，必有一失 - 反侧自安 - 董狐之笔 - 千羊之皮，不如一狐之腋 - 嫁祸于赵 - 安然如故 - 安如磐石 - 白马非马 | - 矜纠收缭 - 矜珠伐能 - 竭泽而渔 - 金枝玉叶 - 歃血为盟 - 三千珠履 - 敢死之士 - 弹丸之地 - 助秦自攻 - 坐而城尽 - 前功尽弃 - 名重泰山 - 感慨悲歌 - 四分五裂 - 含糊其词 - 明月之珠，和氏之璧 - 吞炭漆身 - 心如刀刺 - 水可载舟，亦可覆舟 |

## 全国重点文物保护单位

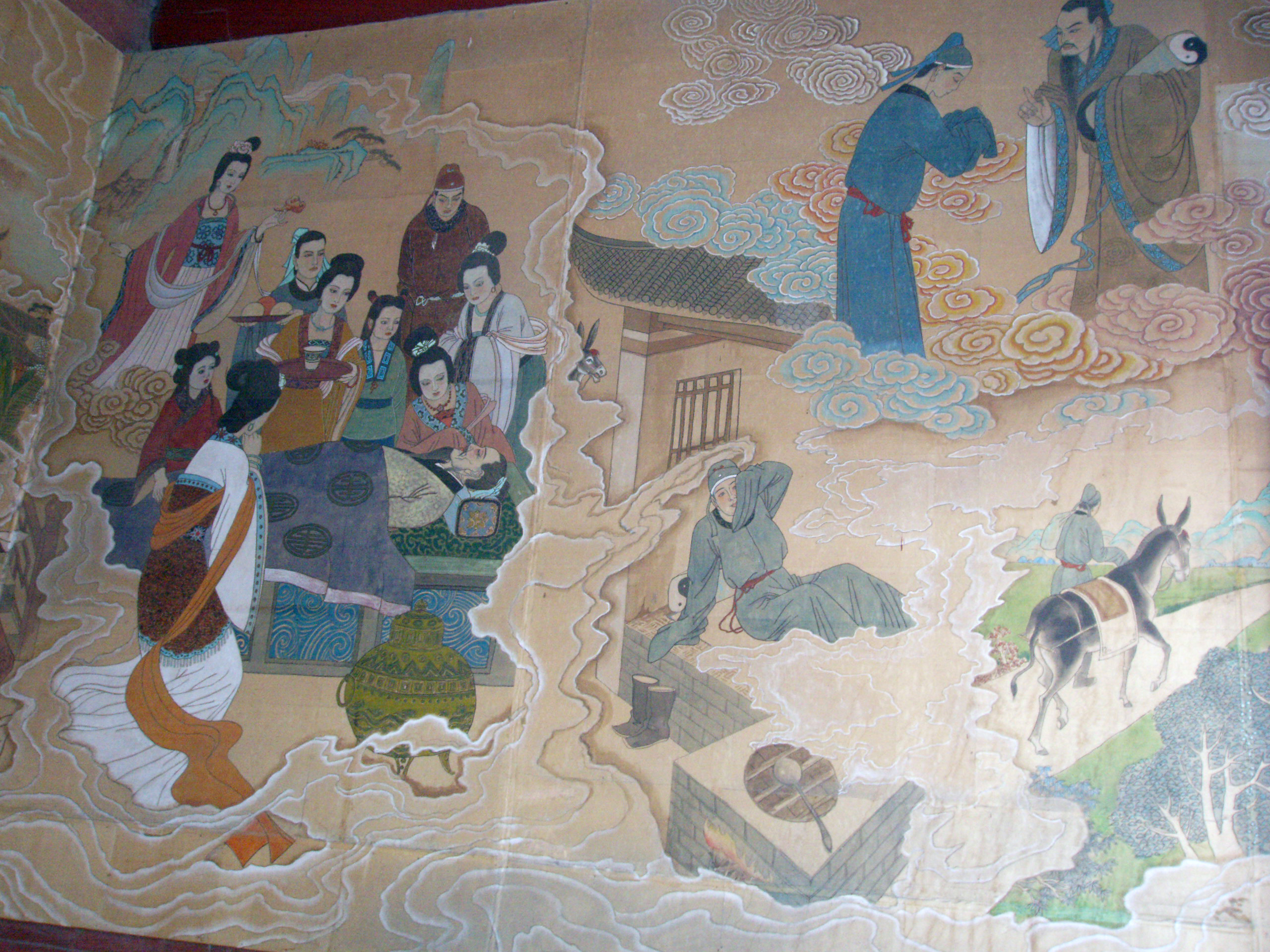
邯郸黄粱梦镇吕仙祠中关于枕中記的壁画

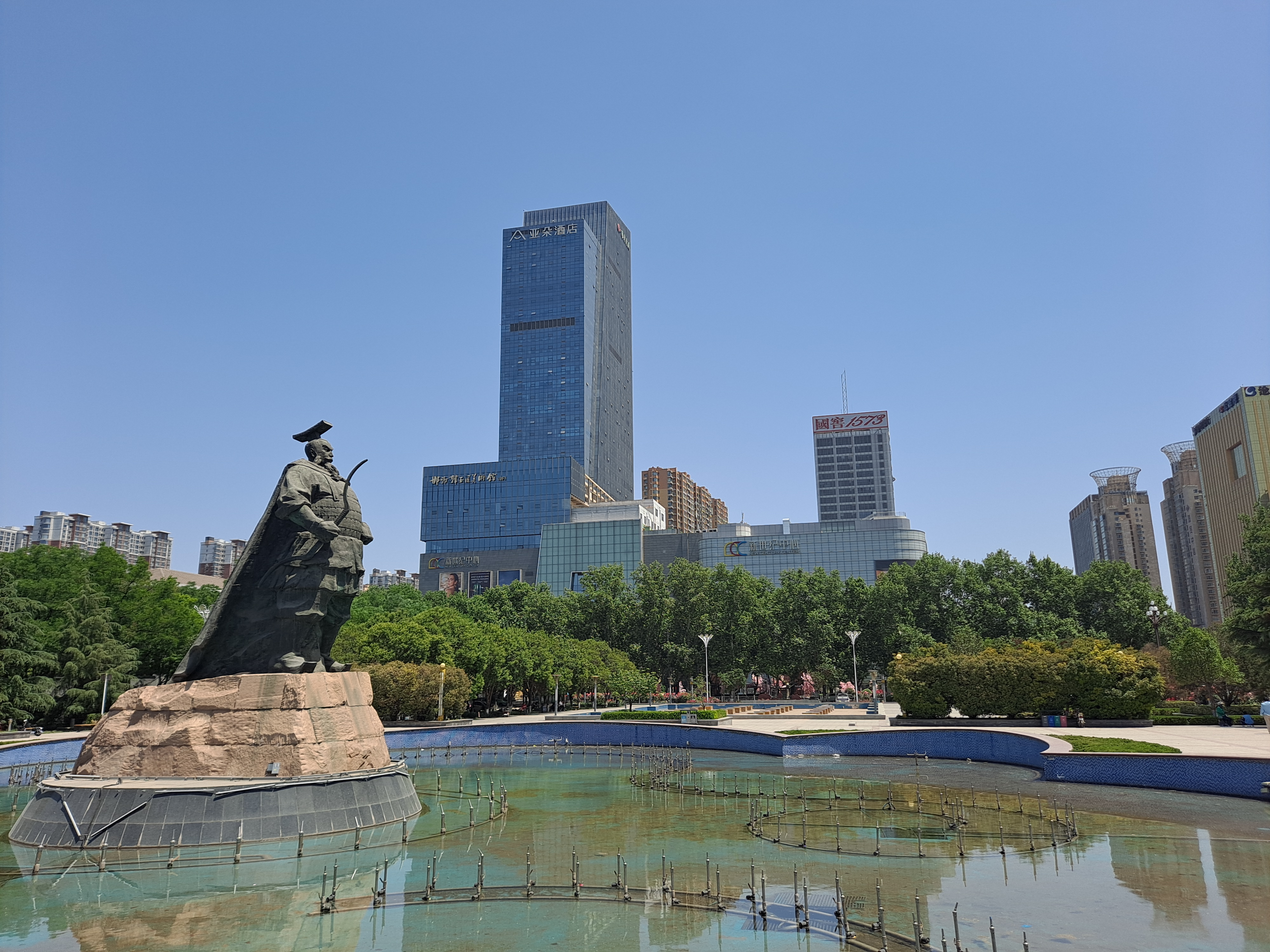
邯郸市丛台广场中的赵武灵王铜像

- 响堂山石窟
- 赵邯郸故城
- 磁山遗址
- 邺城遗址
- 磁县北朝墓群
- 磁州窑遗址
- 娲皇宫及石刻
- 八路军一二九师司令部旧址
- 赵王陵
- 石北口遗址
- 讲武城遗址
- 大名府故城
- 成汤庙山门
- 弘济桥
- 永年城
- 纸坊玉皇阁
- 五礼记碑
- 中共晋冀鲁豫中央局和军区旧址
- 南城村遗址
- 涧沟遗址
- 固镇古城遗址
- 禅果寺遗址
- 林村墓群
- 玉泉寺大殿
- 常乐龙王庙正殿
- 九江圣母庙
- 滏阳河西八闸
- 天青寺大殿
- 黄粱梦吕仙祠
- 朱山石刻
- 水浴寺石窟
- 法华洞石窟
- 大名天主堂
- 晋冀鲁豫边区政府旧址

## 旅游
邯郸是国家历史文化名城、中国成语典故之都、中国太极拳之乡和中国优秀旅游城市，文化旅游资源丰富。

### 旅游景区

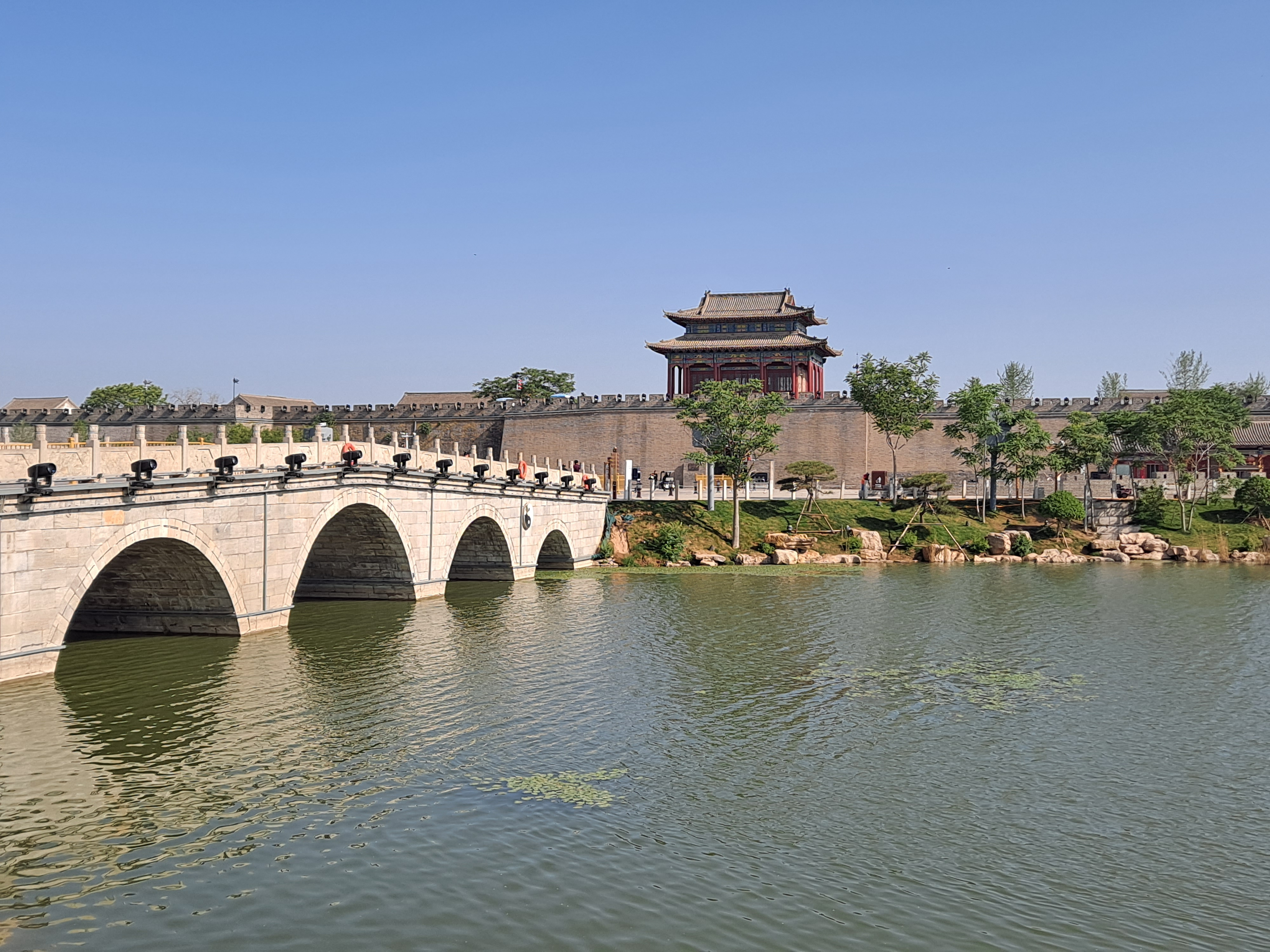
广府古城景区

截至2023年4月26日，邯郸市现有A级景区33家。其中：
- 5A级景区2家：涉县娲皇宫、永年区广府古城
- 4A级景区17家：丛台区丛台公园、涉县八路军129师司令部旧址、武安市朝阳沟、武安市京娘湖风景区、武安市东山文化博艺园、峰峰矿区响堂山风景名胜区、丛台区赵苑公园、武安市长寿村、涉县太行山五指山旅游区、邯山区晋冀鲁豫革命纪念园、武安市七步沟、涉县韩王九寨旅游景区、馆陶县粮画小镇旅游景区、武安市东太行旅游景区、肥乡区丛台酒苑景区、武安市古武当山旅游景区、广平县赵王印象城景区、磁县天保寨景区。
- 3A级景区10家：丛台区黄粱梦吕仙祠、峰峰矿区元宝山风景区、磁县磁州窑博物馆、临漳县铜雀三台遗址公园、临漳县邺令公园、武安市聚龙山莲花洞、武安市天慈峰林、鸡泽县毛遂文化园、峰矿区峰冀南山底抗日地道景区、大名县石刻博物馆
- 2A级景区4家：峰峰矿区磁州窑富田遗址、复兴区圣井岗、磁县漳河旅游度假区、武安市十六沟
- 另有方特国色春秋等一批未参加A级景区评定的优质旅游景区。

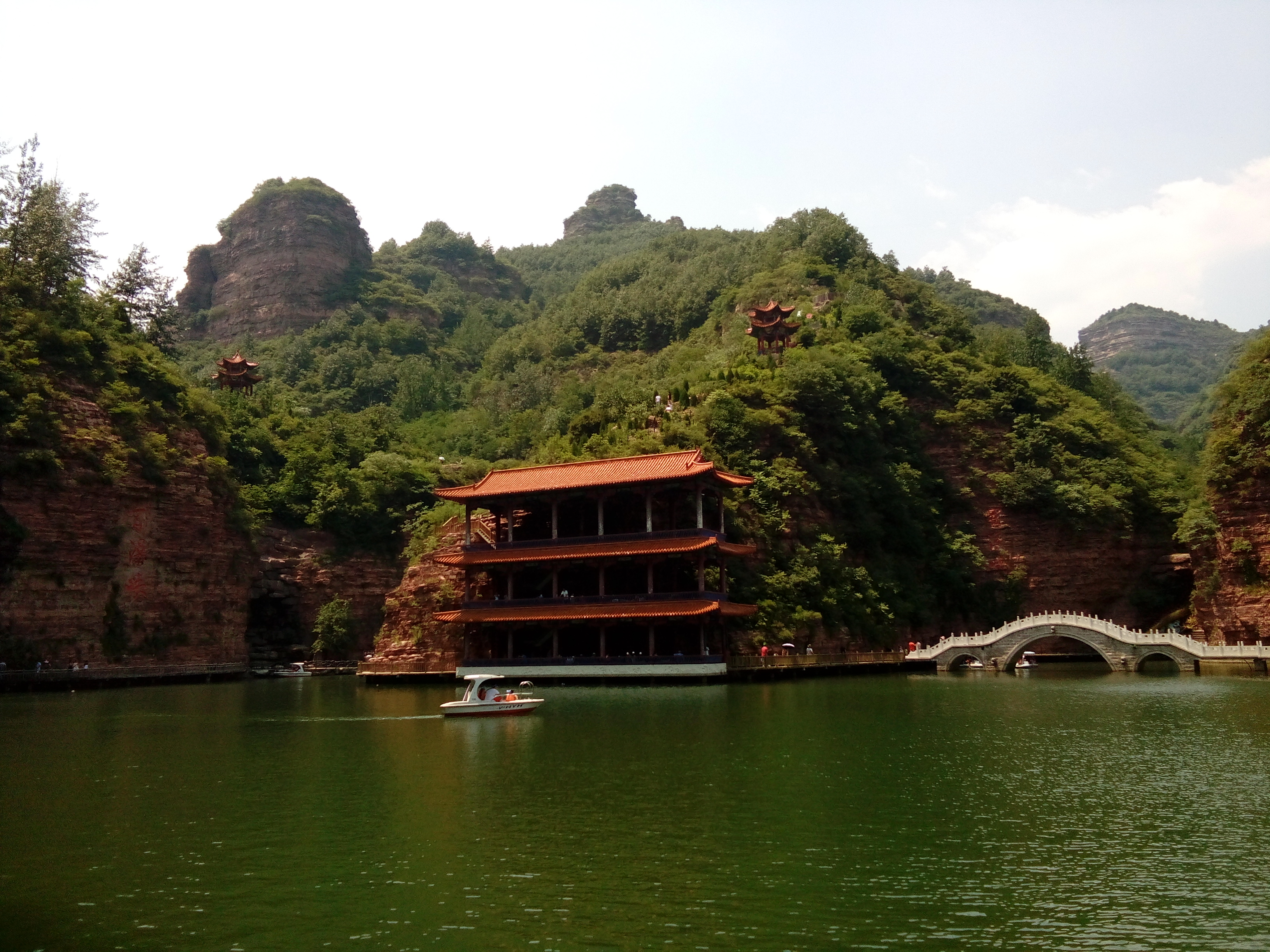
邯郸西部武安地区的七步沟景区

### 国字号牌子
- 国家水利风景区5处：武安市京娘湖风景区、磁县东武仕水库、魏县梨乡水城、临漳县邺城公园、永年区广府古城
- 国家的湿地公园3处：永年区永年洼、涉县清漳河、峰峰滏阳河
- 国家的风景名胜区2处：峰峰矿区响堂山风景名胜区、涉县娲皇宫
- 国家的森林公园2处：武安市武安国家森林公园、峰峰矿区响堂山国家森林公园
- 国家的地质公园1处：武安市武安地质公园

### 文保单位

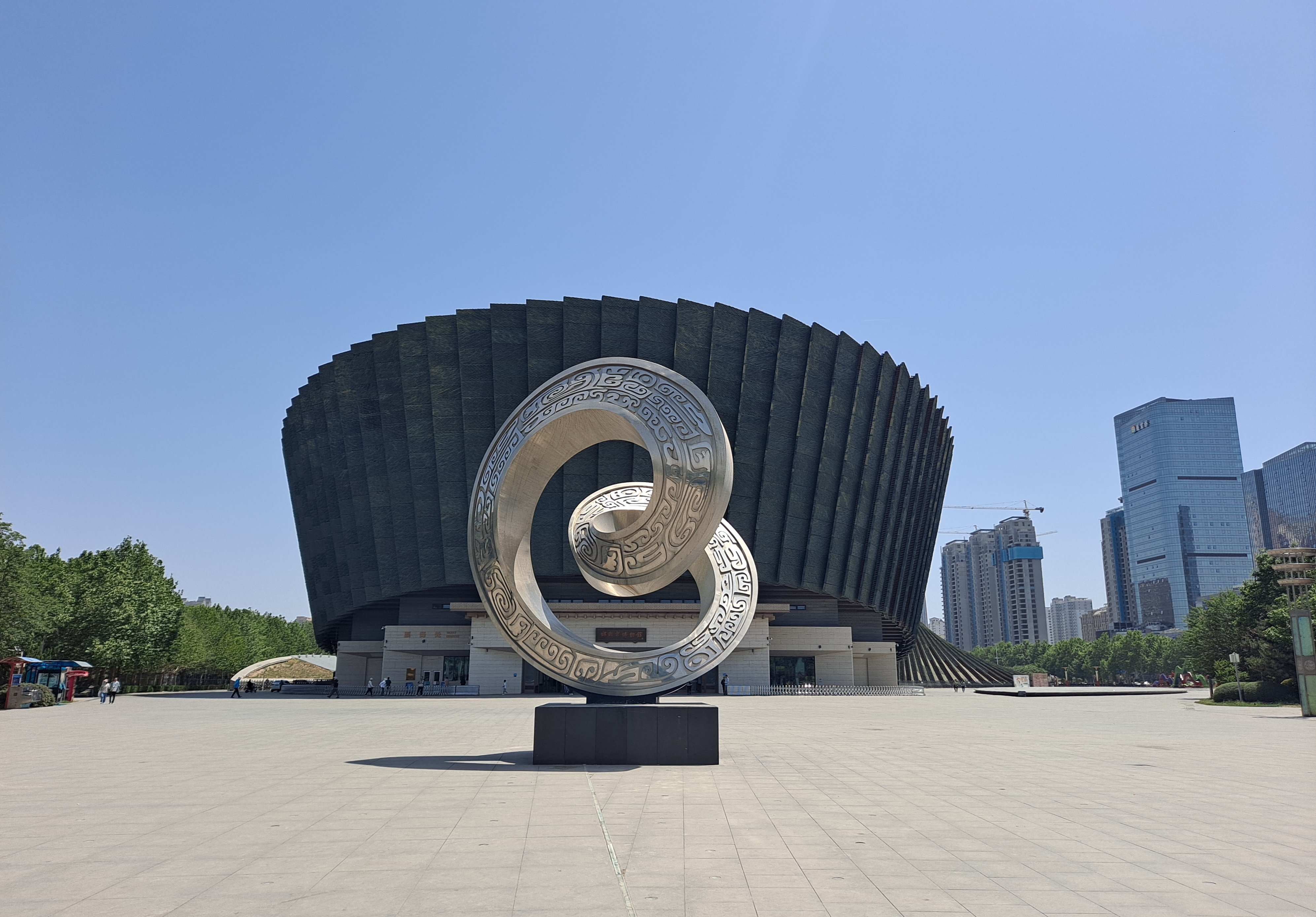
邯郸市博物馆

全市现有全国重点文物保护单位40处，省级重点文物保护单位108处，市级文物保护单位321处。各类国有博物馆（纪念馆）13座，馆藏可移动文物60675件/套（其中一级139件/套、二级294件/套、三级2906件/套），是位居河北省前列的文物大市。

### 非物质文化遗产
杨氏太极拳、武氏太极拳列入人类非遗代表作名录，全市入选国家级非物质文化遗产保护名录项目27项，省级非物质文化遗产保护名录项目116项。

### 历史文化名镇名村
- 中国历史文化名镇5处（永年区广府镇、峰峰矿区大社镇、涉县固新镇、武安市冶陶镇、武安市伯延镇），中国历史文化名村7处（涉县偏城镇偏城村、磁县陶泉乡花驼村、武安市午汲镇大贺庄村、武安市石洞乡什里店村、涉县固新镇原曲村、磁县陶泉乡南王庄村、磁县陶泉乡北岔口村），中国传统村落44座。
- 河北省历史文化名镇3个（武安市阳邑镇、肥乡区天台山镇、大名县金滩镇），历史文化名村11个。
- 国家级历史文化街区2个（丛台区串城街、峰峰矿区新华街），省级历史文化街区4个（大名县东大街、大名县南大街、大名县南关艾家口、大名县金滩镇青龙街）。

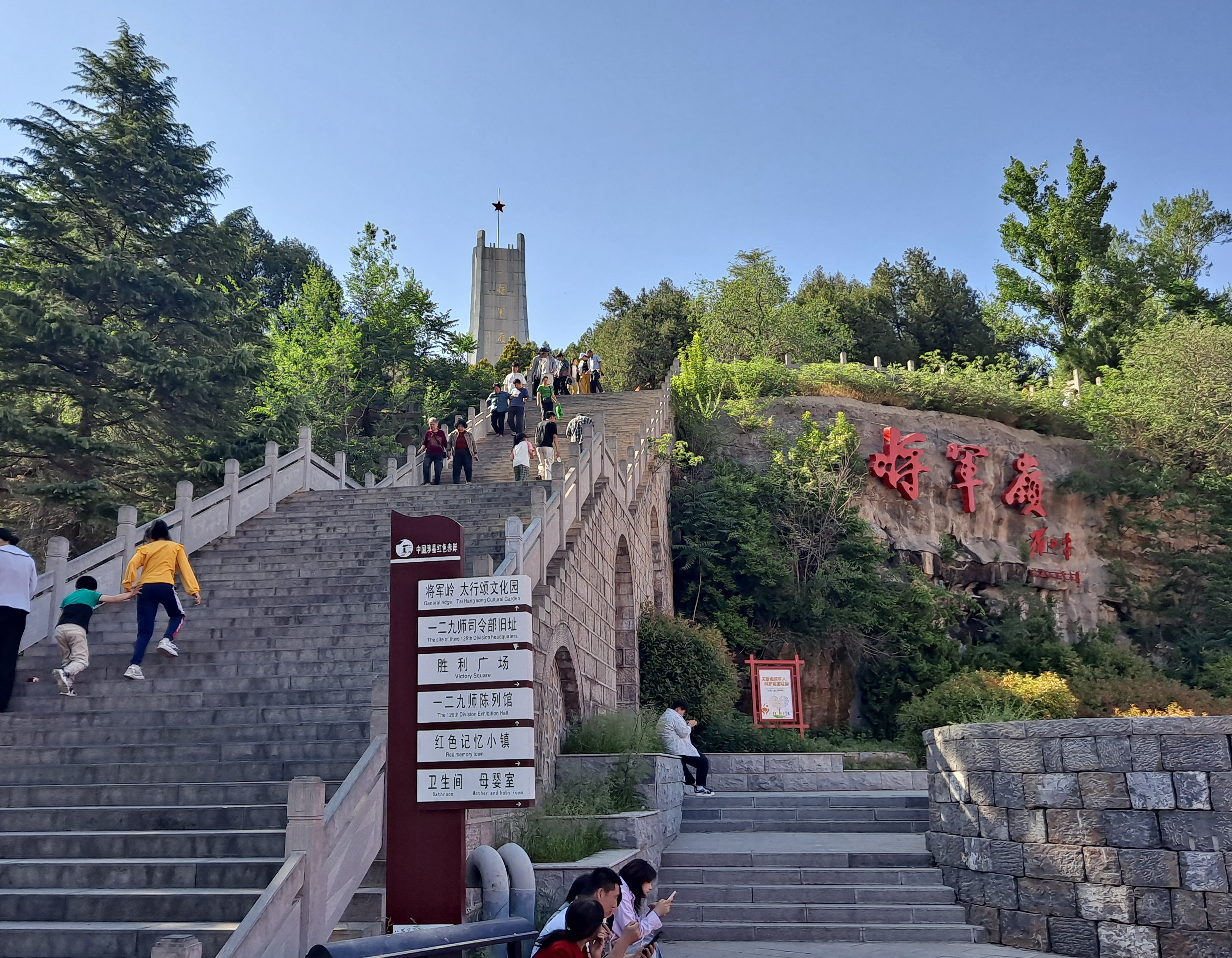
涉县将军岭

### 全域旅游示范区
国家全域旅游示范区2处（涉县、武安市），峰峰矿区为河北省全域旅游示范区。

### 乡村旅游重点村
全市现有全国乡村旅游重点村5个（馆陶县寿东村、涉县井店镇刘家村、涉县关防乡后池村、邯山区河沙镇小堤村、峰峰矿区和村镇东和村），河北省乡村旅游重点村16个。

### 星级宾馆
全市现有星级宾馆23家，其中5星级1家（武安财富大厦）、4星级10家、3星级7家、2星级5家，共有床位4538张。

### 旅行社
全市现有旅行总社78家，分社50家，门市部344家。

### 文娱场所
全市现有互联网上网服务场所252家，KTV144家。

### 文化场馆

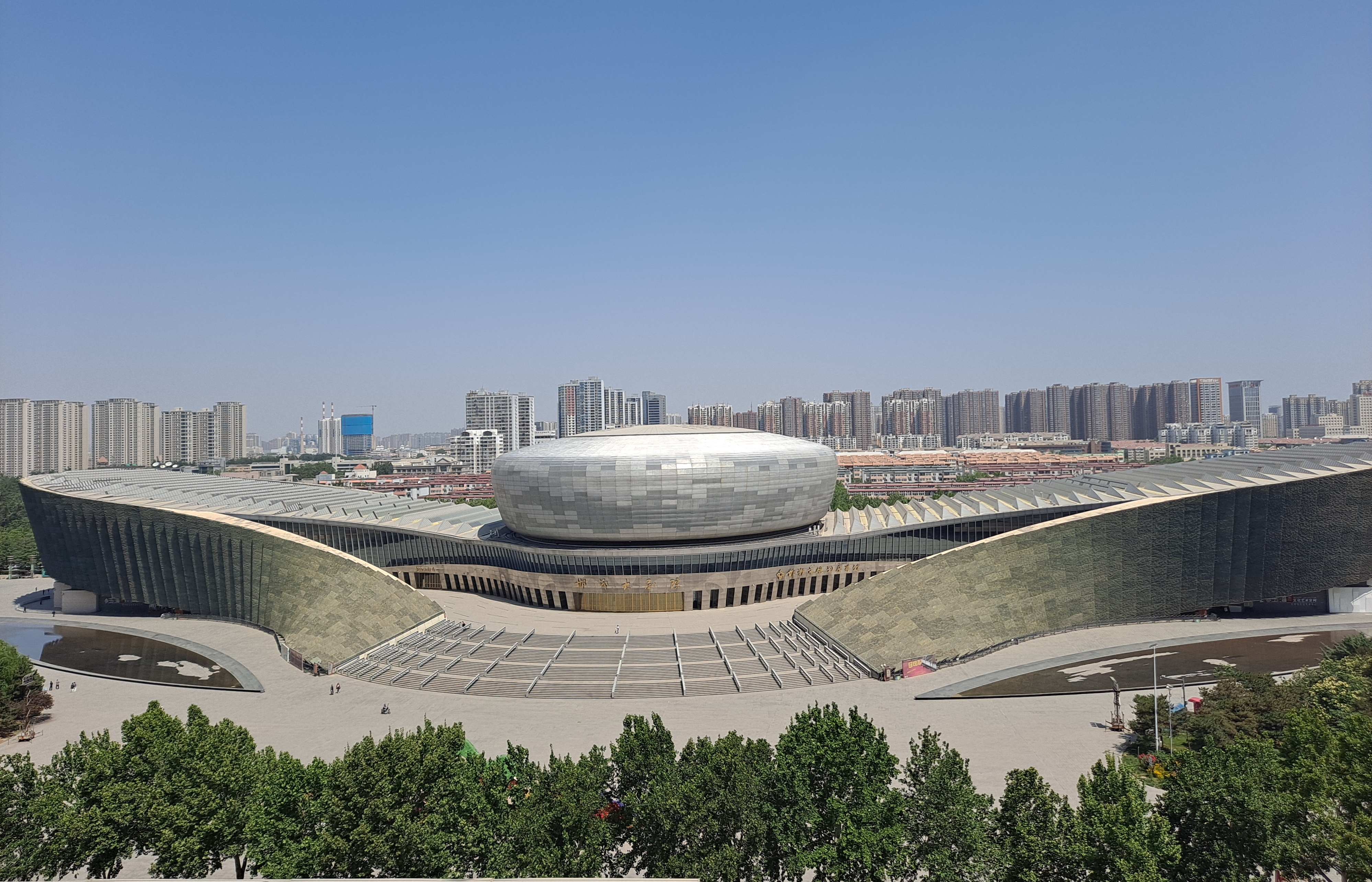
邯郸大剧院

全市共建有公共图书馆19个，其中国家一级图书馆5个；共建有公共文化馆19个，其中国家一级文化馆9个。建有乡镇（街道）综合文化站242个、村（社区）综合性文化服务中心5396个。

### 艺术表演
全市共有艺术表演团体84个，其中公有制艺术表演团体17个；共有艺术表演场馆11处，其中公有制艺术表演场馆10处。

### 产业示范园区和基地
全市现有省级文化产业示范园区4家，省级文化产业示范基地14家。

## 教育

### 高等教育
- 本科

河北工程大学、邯郸学院、河北工程大学科信学院
- 大专

邯郸职业技术学院、河北司法警官职业学院、邯郸幼儿师范高等专科学校、邯郸科技职业学院、邯郸应用技术职业学院

## 友好城市

### 国内
- 福建省厦门市（1984年12月缔结）
- 浙江省宁波市
- 广东省佛山市
- 河南省郑州市
- 黑龙江省牡丹江市
- 福建省泉州市
- 甘肃省天水市
- 新疆维吾尔自治区吐鲁番市
- 新疆维吾尔自治区巴音郭楞蒙古自治州（2008年1月2日缔结）
- 北京市朝阳区（2009年3月12日缔结）

### 国外
- 俄羅斯伊尔库茨克州烏斯季伊利姆斯克
- 庆尚南道密阳市
- 乌克兰第聂伯罗彼得罗夫斯克州克里沃伊罗格
- 義大利威尼托帕多瓦（1988年5月18日缔结）
- 法國利穆赞大區上维埃纳省（1991年9月17日缔结）
- 日本大分縣佐伯市（1994年4月3日缔结）
- 美国依阿华州杜布克（1995年11月8日缔结）
- 芬兰拉普兰区伊纳里[24]

## 研究书目
- 段宏振：《赵都邯郸城研究》（北京：文物出版社，2009）。
- 段宏振：《赵都邯郸城与赵文化》（北京：科学出版社，2009）。
- 苑清民：《邯郸成语典故》（北京：中国社会科学出版社，2011）。